# Cifra maçónica
A Cifra maçónica ou cifra pigpen é uma cifra utilizada pela maçonaria que consiste na simples substituição de símbolos por letras, de acordo com um determinado esquema.

## História
Em 1533, Heinrich Cornelius Agrippa von Nettesheim publica De Occulta Philosophia, em Colônia, na Alemanha. No livro 3, capítulo 30, descreve sua cifra de substituição monoalfabética, hoje conhecida como cifra pigpen. A tradução literal do nome da cifra é 'chiqueiro' e vem do fato de que cada uma das letras (os porcos) é colocada numa "casa" (o chiqueiro).[carece de fontes?]
A sua utilização terá começado no início do século XVII como forma de os membros da maçonaria comunicarem entre si, mantendo as suas mensagens confidenciais. Mas os maçons deixaram de usar o código por ser facilmente decifrável.
Exemplo de uma frase escrita na cifra maçónica  (X marks the spot - O X indica o lugar)

## Características
- Origem: desenvolvida por Heinrich Cornelius Agrippa von Nettesheim.
- Classe: substituição simples.
- Tipo: monoalfabética monogrâmica.
- Características: substituição de letras por símbolos. O cifrante, em vez de ser constituído por letras, é constituído por símbolos especiais.
- Segurança: baixíssima.
- Uso: apenas interesse histórico.
- Criptoanálise: uma análise da frequência das letras é suficiente para quebrar a cifra.

As letras do alfabeto são dispostas em dois grupos de 9 e dois grupos de 4 letras, separadas por linhas, como mostrado ao lado. De acordo com o diagrama, cada letra do alfabeto é substituída pelas linhas que a envolvem. Desta forma, a letra A é substituída por _|, B por |_|, C por |_ e assim sucessivamente.
Exemplo: agia →  _|   ¯|   |¯   _|